# Joël Kitenge
Joël Ngoy Kitenge (ur. 12 listopada 1987 w Kinszasie) – luksemburski piłkarz pochodzenia kongijskiego występujący na pozycji napastnika.

## Kariera klubowa
Kitenge karierę rozpoczynał w 2005 roku w drugoligowym luksemburskim zespole CS Obercorn. Na początku 2007 roku przeszedł do francuskiego FC Villefranche z piątej ligi. Po pół roku odszedł do niemieckiego piątoligowca, FC Emmendingen. Potem grał w holenderskim amatorskim zespole FC Lienden.
W połowie 2008 roku Kitenge wrócił do Luksemburga, gdzie został graczem klubu Fola Esch. W 2012 przeszedł do F91 Dudelange, a w 2014 trafił do CS Grevenmacher.

## Kariera reprezentacyjna
W reprezentacji Luksemburga Kitenge zadebiutował 12 października 2005 roku w przegranym 0:2 towarzyskim meczu z Estonią. 20 sierpnia 2008 roku w przegranym 1:4 towarzyskim spotkaniu z Macedonią strzelił pierwszego gola w drużynie narodowej.